# Герб Сновського району
Герб Сновського райо́ну — офіційний символ Сновського району Чернігівської області, затверджений 27 липня 2004 року рішенням Щорської районної ради.

## Опис
Щит розтятий двічі на зелене, синє і зелене. У центрі щита золоті ключ і молоток (символ залізниці) в косий хрест.

## Використання
- під час проведення офіційних заходів;
- при проведенні урочистих районних заходів з нагоди знаменних дат, подій, ювілеїв тощо;
- при проведенні культурно-мистецьких, спортивних та інших масових заходів;
- видавництвами, редакційними колективами для оформлення періодичних видань, творів земляків - письменників, поетів, художників, народних майстрів та інших;
- при врученні державних нагород;
- для виготовлення спеціальної реклами, пропаганди продукції місцевого виробництва.

## Історичне обґрунтування символіки
Період кінця XVIII і першої половини XX століть характеризується певним занепадом місцевого самоврядування і посиленням державної влади. У новостворених гербах посилюються мотиви, що відображають промислову сферу діяльності мешканців міст і територій, їхні природні та географічні особливості.
Витоки історії міста і району сягають середини XIX століття, тобто до 1861 року, коли селянин Корж заснував хутір - Коржівка, що розташувався на лівому березі річки Снові. Через десятиріччя біля нього пролягла колія Лібаво-Роменської залізниці, були збудовані паровозне депо, залізнична станція, що стала називатися Сновськ.
Відповідно до адміністративно-територіального перерозподілу у 1923 році Сновськ належить до категорії міст (з 1935 року – Щорс, перейменований на честь громадської війни, уродженця Сновська). В цьому ж році створюється район до якого входять території 18 сіл.
Проведення адміністративної реформи і виділення Сновська як міста, району, округу мало велике позитивне значення для подальшого розвитку нашого краю.
Як і понад сотню років тому місто залишається залізничною станцією на дільниці Гомель-Бахмач, а сам залізничний вузол відіграє важливу роль у житті міста і району.